# Klein Bünzow
Klein Bünzow es un municipio situado en el distrito de Pomerania Occidental-Greifswald, en el estado federado de Mecklemburgo-Pomerania Occidental (Alemania). Tiene una población estimada, a fines de 2021, de 676 habitantes.
Forma parte de la mancomunidad de municipios (en alemán, amt) de Züssow.